# Klaus Pohlmeyer
Klaus Pohlmeyer (* 24. Oktober 1938 in Bielefeld; † 30. September 2008 in Freiburg) war ein deutscher Physiker und Hochschullehrer.

## Leben und Wirken
Klaus Pohlmeyer wuchs er nach dem Zweiten Weltkrieg in Bad Oeynhausen auf. Nach dem Abitur diente er in einer Artillerieeinheit der Bundeswehr und begann im Sommersemester 1958 sein Studium der Physik an der Universität Göttingen, wo er in die Burschenschaft Holzminda eintrat.
1959 studierte er nebenbei ein Semester zusätzlich an der TH Aachen. 1961 verließ er Göttingen, um an die Universität Hamburg zu gehen, welche er jedoch von Oktober 1961 bis März 1962 verließ, um zwei Semester an der University of St. Andrews in Schottland zu studieren. Danach setzte er sein Studium in Hamburg fort. Dort promovierte Pohlmeyer 1966 bei Harry Lehmann.
An der Universität Freiburg hatte er später den Lehrstuhl für Theoretische Physik bis 2004 inne. Er arbeitete in den Bereichen Quantenfeldtheorie, Gravitation und der Stringtheorie. Nach ihm wurde unter anderem die Pohlmeyer charge, der Pohlmeyer string und die Pohlmeyer-Algebra benannt. Bei Pohlmeyer promovierte unter anderem Karl-Henning Rehren.

## Ehrungen
- 1971 Akademie der Wissenschaften zu Göttingen: Akademie-Preis für Physik für Arbeiten auf dem Gebiet der Quantenfeldtheorie

## Veröffentlichungen (Auswahl)
- Eigenschaften der Koeffizienten der Zerlegung des Feldoperators nach asymptotischen Feldern. Dissertation Hamburg 1966.
- A group-theoretical approach to the quantization of the free relativistic closed string. In: Physics Letters B. Band 119, Nr. 1–3, 1982, S. 100–104, doi:10.1016/0370-2693(82)90254-4 (Erstveröffentlichung Pohlmeyers zu den später sogenannten Pohlmeyer strings).